# Goito
Крейсер «Гоїто» (італ. Goito) — торпедний крейсер однойменного типу Королівських ВМС Італії 2-ї половини XIX століття.

## Історія створення
Крейсер «Гоїто» був закладений у вересні 1885 року на верфі «Regio Cantiere di Castellammare di Stabia» у місті Кастелламмаре-ді-Стабія. Спущений на воду 6 липня 1887 року, вступив у стрій 16 лютого 1888 року. Свою назву отримав на честь однойменного міста.

## Особливості конструкції та озброєння
Силова установка крейсера складалась з 6 вогнетрубних парових котлів та 3 парових машин подвійного розширення потужністю 2500-3180 к.с. Вона забезпечувала швидкість у 18 вузлів.
Озброєння складалось з шести 57-мм гармат, двох 37-мм гармат, трьох 37-м гармат Готчкісса та п'яти x 356-мм торпедних апаратів.

## Історія служби
Після вступу устрій крейсер неодноразово брав участь у маневрах флоту, на яких відпрацьовувався захист італійського узбережжя.
У 1894 році парові котли, які працювали на вугіллі, були замінені на нафтові. У 1897 році корабель був перетворений на мінний загороджувач. Для цього були демонтовані торпедні апарати та встановлене обладнання для постановки мін.
Під час італійсько-турецької війни корабель перебував у Венеції та не брав участі у бойових діях.
Після вступу Італії у Першу світову війну командувач італійського флоту Паоло Таон ді Ревель (італ. Paolo Thaon di Revel) вважав активні дії у вузькому Адріатичному морі небезпечними через загрозу, яка походила від австро-угорських підводних човнів та мін. Натомість він вирішив організувати блокаду на півдні Адріатики головними силами флоту, в той час, коли малі кораблі здійснювали рейди на ворожі кораблі та берегові укріплення. У рамках цієї стратегії використовувався також «Гоїто», здійснюючи постановку мін біля ворожого узбережжя.
15 березня 1920 року корабель був виключений зі складу флоту та розібраний на метал.